# EC 주벤투지
EC 주벤투지(EC Juventude)는 브라질 히우그란지두술주에 있는 카시아스두술을 연고로 하는 축구 클럽이다. 이 팀은 1913년에 창단 되었으며 현재 캄페오나투 브라질레이루 세리에 C에 참가하고 있다.

## 선수 명단

### 현역
참고: FIFA 자격 규정에 따라 소속된 국가대표팀 국기를 표시합니다. 선수는 복수의 FIFA 비회원국 국적을 가지고 있을 수 있습니다.
| 번호 | 포지션 | 국적     | 이름            |
| ---- | ------ | -------- | --------------- |
| 27   | FW     | 콜롬비아 | 이메르송 바탈라 |

| 번호 | 포지션 | 국적     | 이름        |
| ---- | ------ | -------- | ----------- |
| 79   | FW     | 에콰도르 | 로니 카리요 |

## 역대 감독
| 감독                   | 임기        |
| ---------------------- | ----------- |
| 루이스 펠리피 스콜라리 | 1982 ~ 1983 |
| 루이스 펠리피 스콜라리 | 1986 ~ 1987 |
| 히카르두 고메스        | 2002        |
| 세바스치앙 라자로니    | 2005        |
| 도리바우 주니오르      | 2005        |
| 안토니우 카를루스 사구 | 2015 ~ 2016 |
| 안토니우 카를루스 사구 | 2017 ~ 2018 |

틀:EC 주벤투지 선수 명단